# Pic d'Amitges
El Pic d'Amitges és una muntanya de 2.849,5 metres que es troba a cavall dels termes municipals d'Alt Àneu (antic terme de la Mancomunitat dels Quatre Pobles) i d'Espot, a la comarca del Pallars Sobirà, separant la vall de Gerber de la vall de Ratera.
Està situat al nord-oest del terme d'Espot i al sud-oest del d'Alt Àneu, a ponent dels Pics de Bassiero i a l'extrem nord-est de la Serra de Saboredo. És al costat de llevant del Pic de Saboredo.
És en una de les zones més conegudes pels muntanyencs del país, i és destí de moltes excursions.